# Parc d'Hibiya
Le parc Hibiya (日比谷公園, Hibiya Kōen) est un jardin public situé dans l'arrondissement de Chiyoda à Tokyo au Japon. Sa superficie est de 161 636,66 m2 entre les jardins de l'est du palais impérial au nord, le district de Shinbashi au sud-est et le district gouvernemental Kasumigaseki à l'ouest.

## Situation
Le parc Hibiya est situé en plein cœur de Tokyo, près du palais impérial  il est notamment bordé par le Fukoku Seimei, l'Hôtel impérial, le Ministère japonais de l'Environnement, le Ministère de la Santé, du Travail et des Affaires sociales, le Ministère japonais de la Justice, la Mizuho Bank, le Théâtre Nissay, la NTT, la Shinsei Bank et la Sumitomo Mitsui Banking Corporation.

## Histoire
Le terrain, occupé par les propriétés des clans Mōri et Nabeshima au cours de l'époque d'Edo, est utilisé pour les manœuvres de l'armée pendant l'ère Meiji. Un projet de parc est confié à Tatsuno Kingo, jusqu'à son abandon en 1899. Il est finalement conçu par Honda Seiroku à partir de 1900. Le parc est d'inspiration européenne et notamment allemande. Les travaux commencent en 1902 pour se terminer en 1903, quinze ans après les premières propositions de parcs publics à Tokyo.

## Équipement et construction à l'intérieur du parc
Le parc est célèbre pour le Shisei Kaikan (市政会館), bâtiment de briques de style gothique construit en 1929, ancien siège de l'agence de presse Dōmei et de ses successeurs d'après-guerre, Kyodo News et Jiji Press.
Le parc est aussi connu pour ses concerts en plein air, Hibiya Open-Air Concert Hall (日比谷野外音楽堂), et pour ses courts de tennis (pour lesquels les réservations sont vivement disputées en raison de leur proximité avec les quartiers financiers et gouvernementaux).

## Galerie d'images

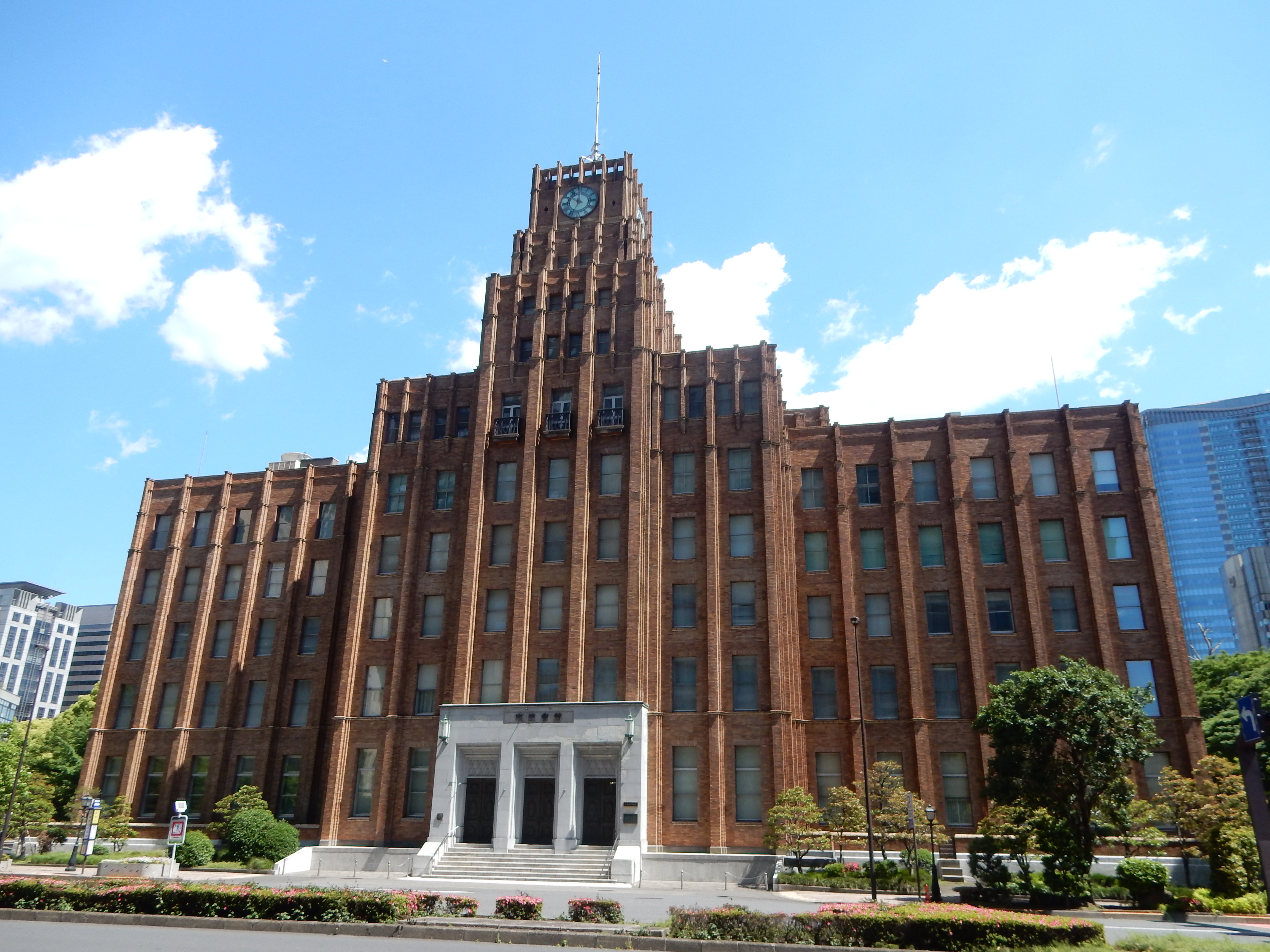
Shisei Kaikan, ancien siège des agences de presse japonaises
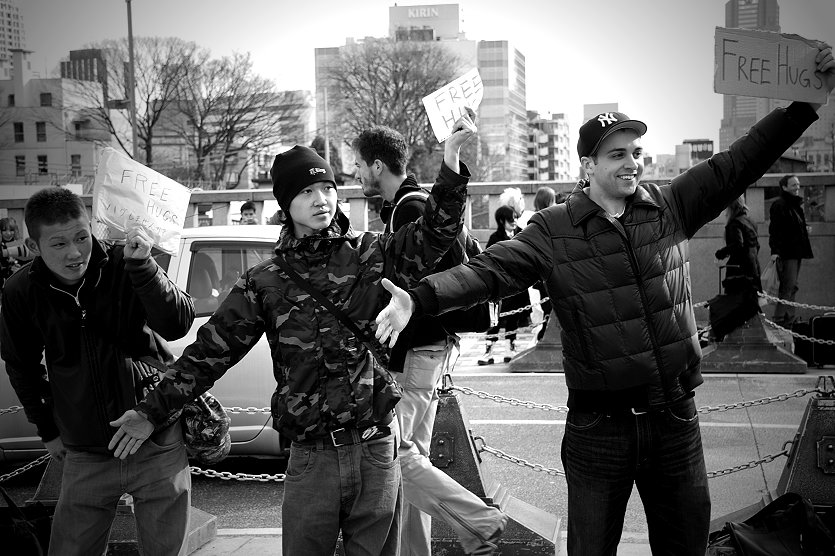
Campagne Free Hugs
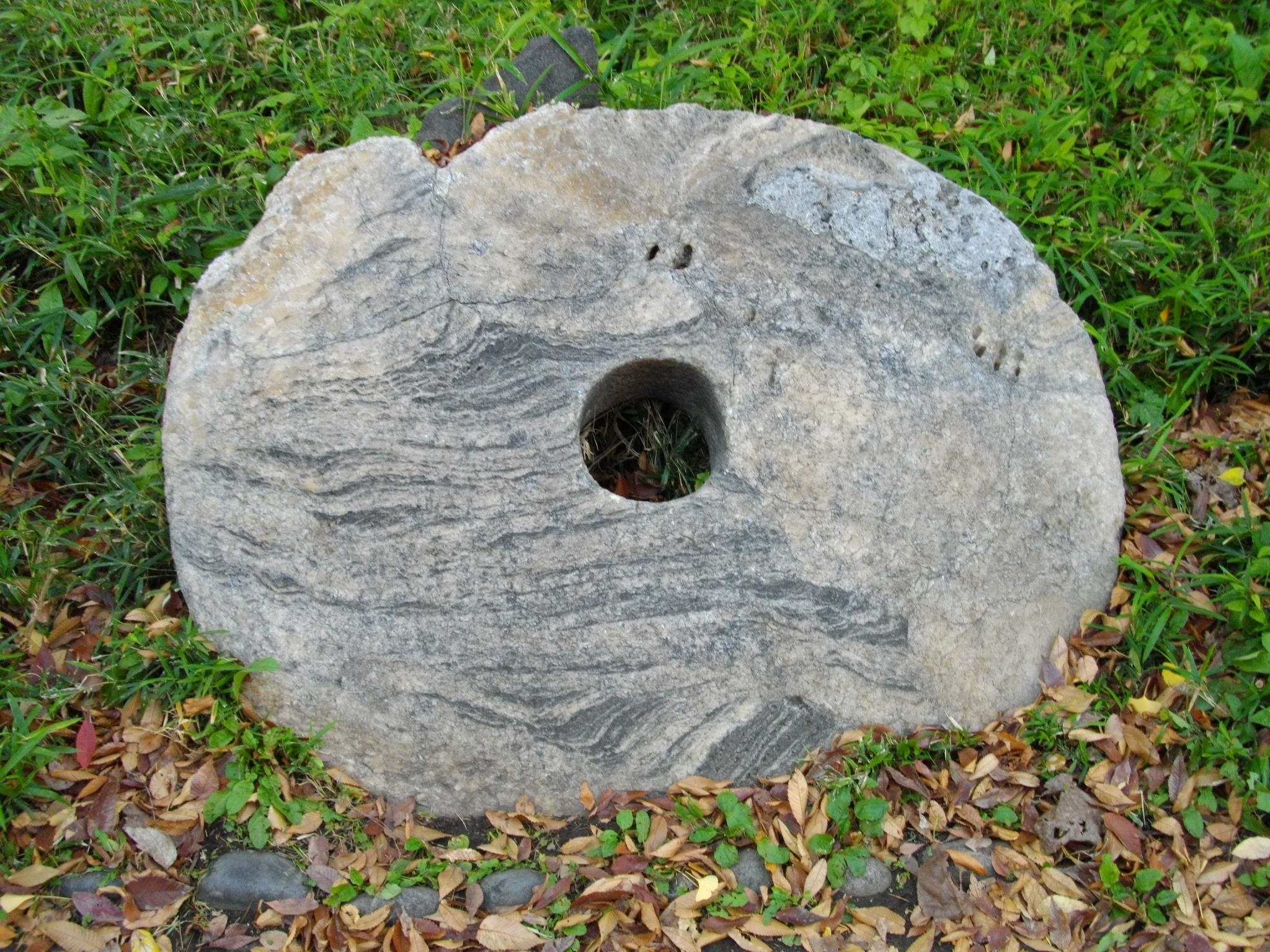
Monnaie de pierre dans le parc
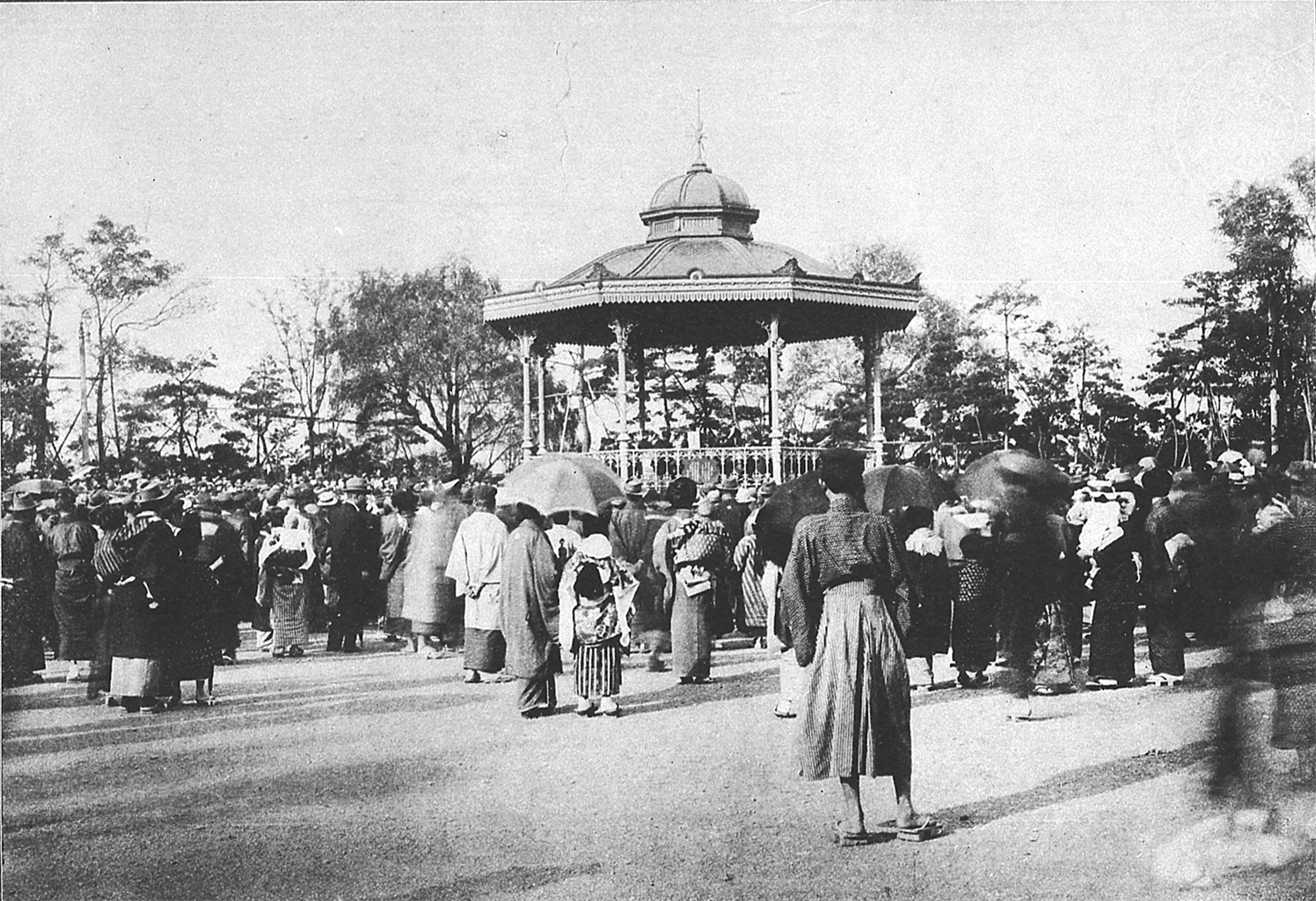
Ongaku-do, parc Hibiya, Tokyo, 1909
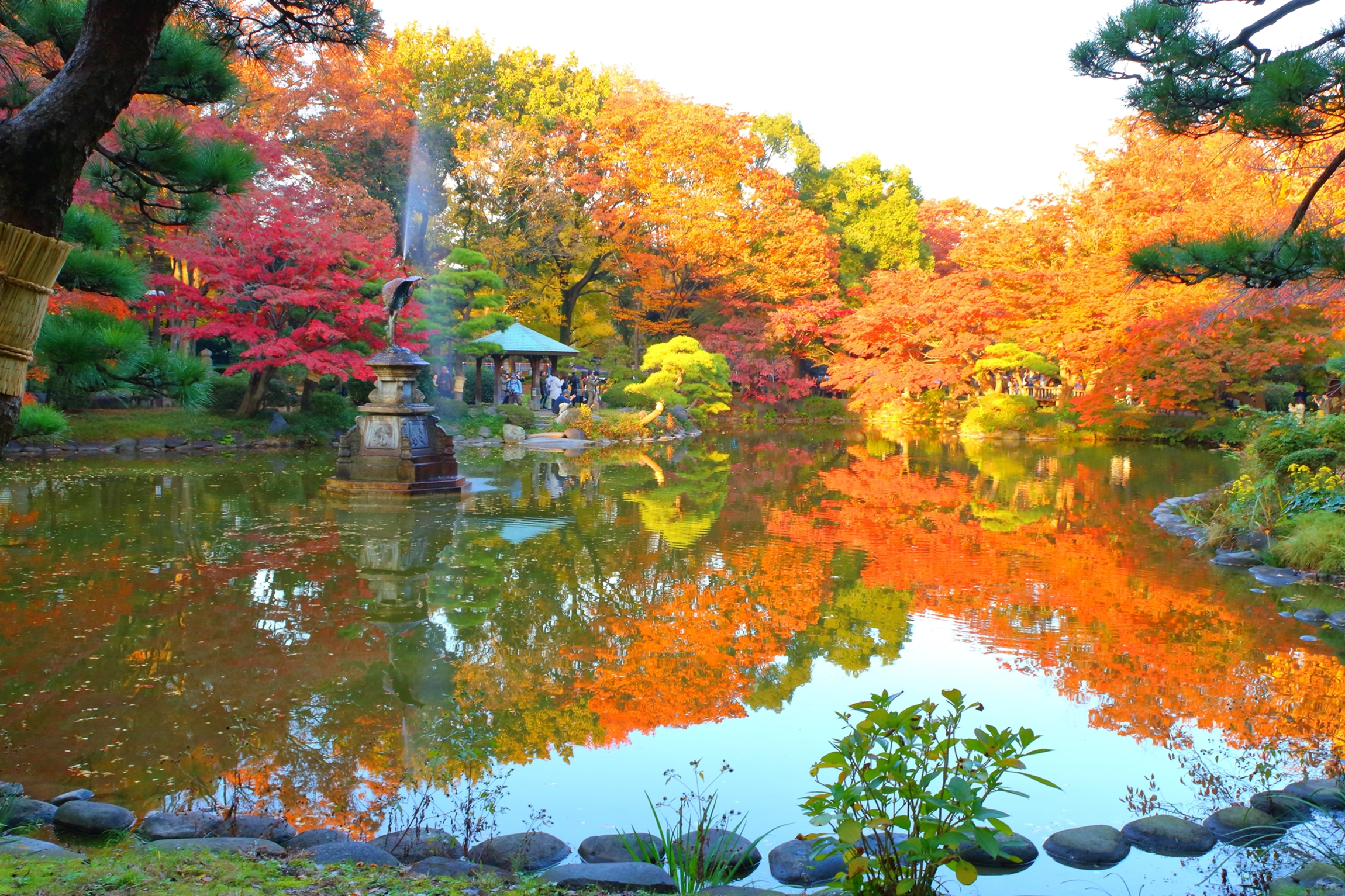
L'automne